# Віль (Санкт-Галлен)
Віль (нім. Wil SG) — місто  в Швейцарії в кантоні Санкт-Галлен, виборчий округ Віль. Адміністративний центр округу.

## Географія
Місто розташоване на відстані близько 135 км на північний схід від Берна, 26 км на захід від Санкт-Галлена.
Віль має площу 20,8 км², з яких на 30,2% дозволяється будівництво (житлове та будівництво доріг), 50% використовуються в сільськогосподарських цілях, 18,9% зайнято лісами, 0,9% не є продуктивними (річки, льодовики або гори).

## Демографія
2019 року в місті мешкало 24 159 осіб (+7% порівняно з 2010 роком), іноземців було 29%. Густота населення становила 1160 осіб/км².
За віковим діапазоном населення розподілялося таким чином: 19,5% — особи молодші 20 років, 61% — особи у віці 20—64 років, 19,5% — особи у віці 65 років та старші. Було 10889 помешкань (у середньому 2,2 особи в помешканні).
Із загальної кількості 15 500 працюючих 137 було зайнятих в первинному секторі, 3429 — в обробній промисловості, 11 934 — в галузі послуг.

## Транспорт

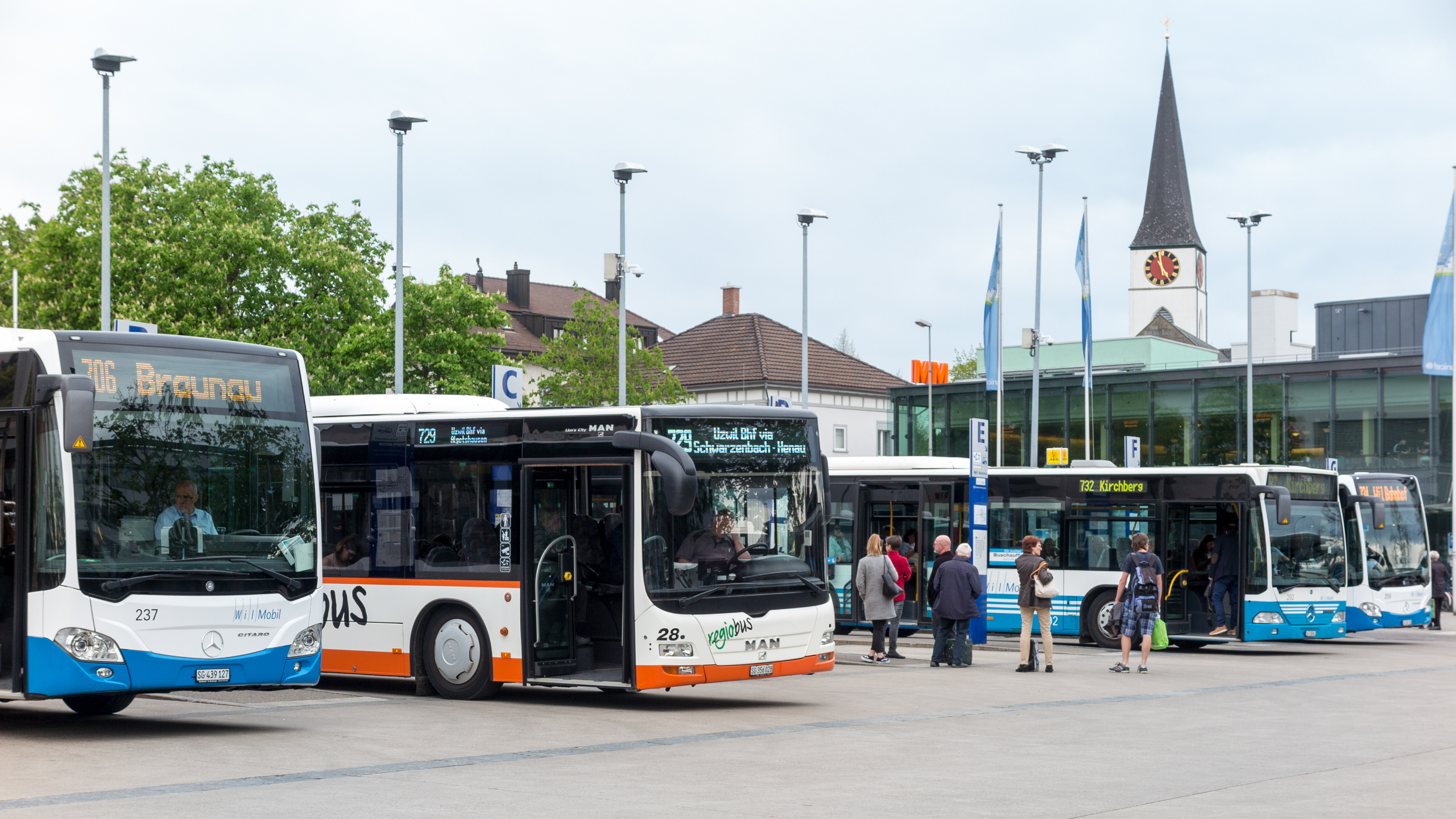
Автовокзал біля залізничного вокзалу

Місто має залізничний вокзал у центрі міста. Більшість автобусних маршрутів починаються саме біля вокзалу. Також діють мережі таксі.

## Спорт
У місті є спорткомплекс Бергольц. До нього входить стадіон та басейн.
Стадіон місткістю 6000 осіб є домашньою ареною для однойменного ФК Віль. У ФК Віль виступав три сезони Фабіан Шер поки не перейшов в інші клуби.

## Злочинність
У 2014 році рівень злочинності у Віллі з понад 200 злочинів, перерахованих у Кримінальному кодексі Швейцарії (від вбивства, пограбування та нападу до отримання хабара та фальсифікації виборів), становив 62,9 на тисячу жителів. Цей показник приблизно в півтора рази перевищує кантональний, але дуже близький до національного. За цей же період рівень наркозлочинів становив 10,2 на тисячу жителів, а рівень порушень законодавства про імміграцію, візу та дозвіл на роботу – 3 на тисячу. Обидва вони були дуже близькі до національного.

## Уроженці
- Фабіан Шер (нар. 1991) — швейцарський футболіст, захисник «Ньюкасл Юнайтед» та національної збірної Швейцарії;
- Алекс Цулле (нар. 1968) — швейцарський велогонщик;
- Штефан Кюнг (нар. 1993) — швейцарський велогонщик;
- Морено Костанцо (нар. 1988) — швейцарський футболіст.